# メクレンブルク＝フォアポンメルン州

メクレンブルク＝フォアポンメルン州
Land Mecklenburg-Vorpommern

| メクレンブルク＝フォアポンメルン州の旗 | メクレンブルク＝フォアポンメルン州の紋章 |
| -------------------------------------- | ---------------------------------------- |
| 州旗                                   | 州の紋章                                 |
| 州歌                                   | なし                                     |

| 州都                            | シュヴェリーン                                     |
| 面積                            | 23,173.46 km² （第6位）                            |
| 人口 - 総計 - 人口密度          | （2005/12/31） 1,707,266 人 （第14位） 73.7 人/km² |
| ISO 3166-2:DE                   | DE-MV                                              |
| 公式サイト                      | メクレンブルク＝フォアポンメルン州政府             |
| 政 治                           |                                                    |
| 州首相                          | マヌエラ・シュヴェーズィヒ (SPD)                   |
| 与党                            | SPD・CDU連立                                       |
| 前回選挙                        | 2021年9月26日                                      |
| 次回選挙                        | 2026年                                             |
| 連邦参議院（上院） での投票権数 | 3                                                  |
| 地 方                           |                                                    |
| 市町村数 * 独立市               | 849 6                                              |

メクレンブルク＝フォアポンメルン州（メクレンブルク＝フォアポンメルンしゅう、標準ドイツ語: Mecklenburg-Vorpommern [ˈmeːklənbʊrk ˈfoːɐ̯pɔmɐn]、低地ドイツ語: Mekelnborg-Vörpommern [ˈmɛːkəlbɔɐ̯ç ˈfœɐ̯pɔmɛɐ̯n]）は、ドイツに16ある連邦州のひとつであり、1990年のドイツ再統一により加盟した「新連邦州」のひとつ。
バルト海に面し、ドイツで最も人口密度が低い州である。バルト海に浮かぶ島々の海岸や州南部に多数ある湖が、観光スポットである。州内には、2つの総合大学と多くの工科大学がある。州内の郡独立市はシュヴェリーン（州都）、ロストックの2都市である。

## 地理
メクレンブルク＝フォアポンメルン州は、東はポーランドと接し、北はバルト海、西はシュレスヴィヒ＝ホルシュタイン州およびニーダーザクセン州、南はブランデンブルク州とわずかにザクセン＝アンハルト州に隣接している。
ドイツの16ある州のうち6番目に広い面積を持つが、人口は国内全体のうち13%にとどまり、人口密度が最も低い。州都はシュヴェリーンであるが、バルト海に面した港町であるロストックのほうがよく知られている。
バルト海沿岸には数多くの島があり、そのうち有名なものではリューゲン島、ヒッデンゼー島、ウーゼドム島、ペール島などがある。

### 方言
メクレンブルク＝フォアポンメルン方言は、低地ドイツ語のうちの東低地ドイツ語に属する

## 歴史

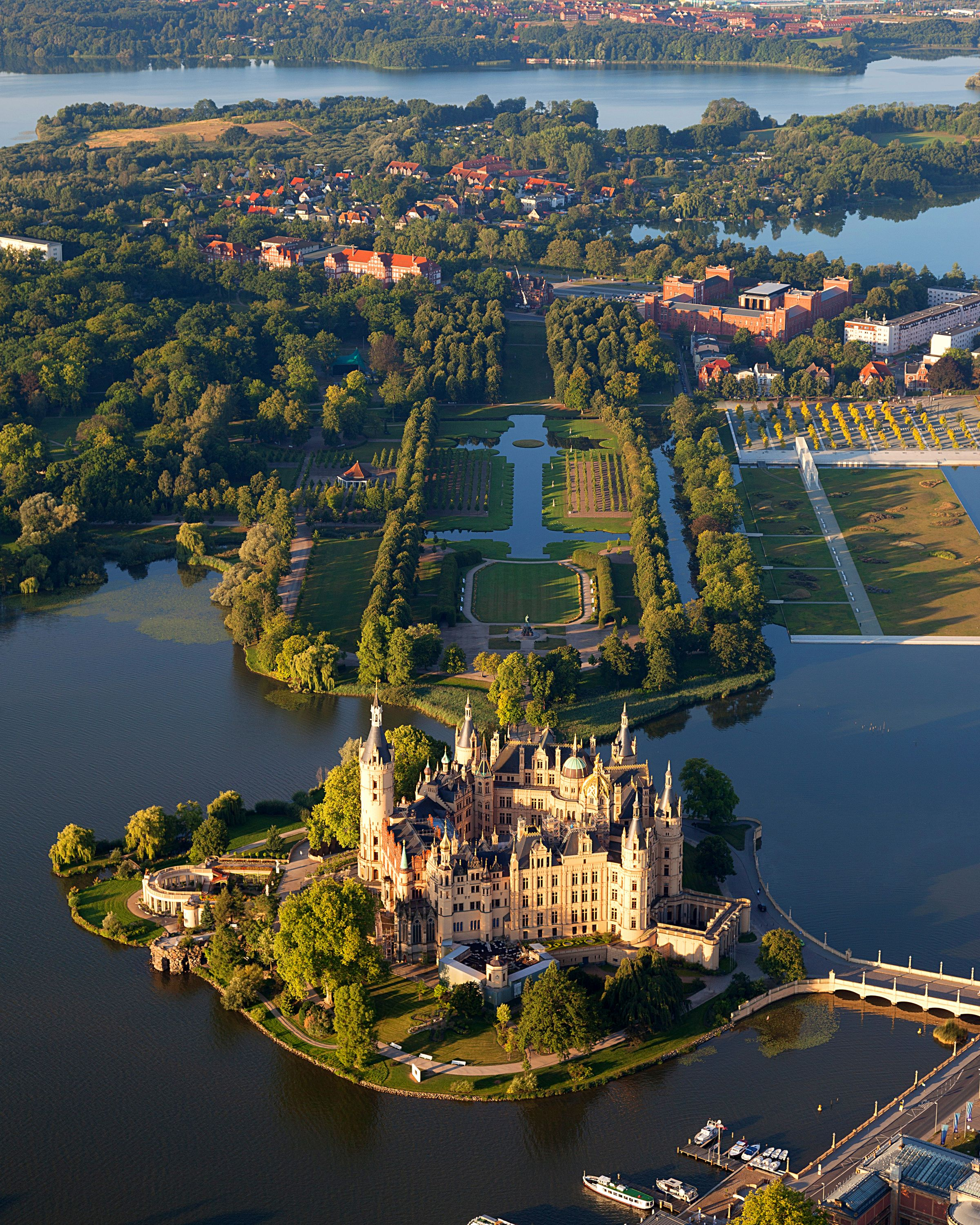
シュヴェリーン城

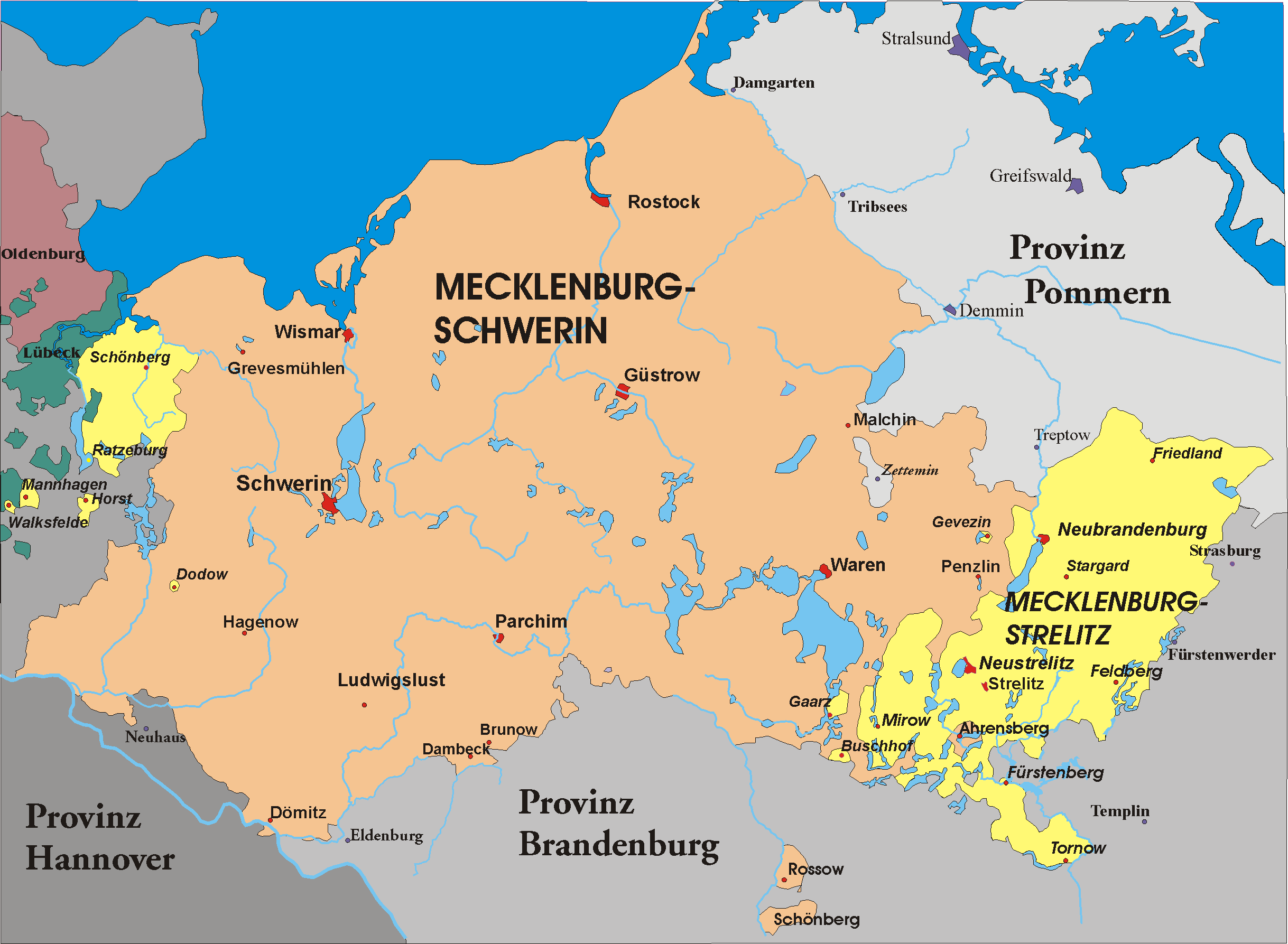
メクレンブルク＝シュヴェリーンとメクレンブルク＝シュトレリッツ

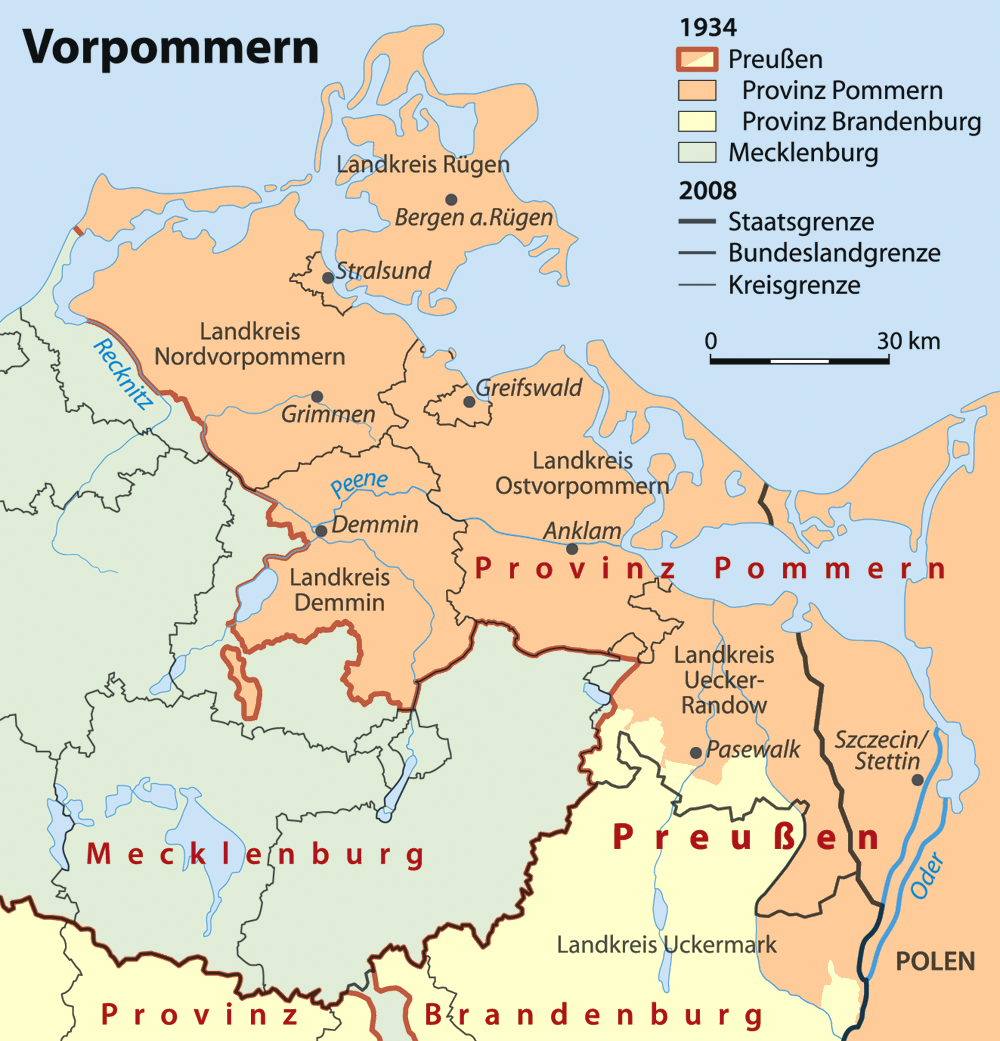
フォアポンメルン。色分け部分は1934年におけるドイツ・ライヒの州及びプロイセン州の郡の版図。赤色線は1メクレンブルクとプロイセンの歴史的国境。灰色線は2008年におけるドイツ連邦共和国の国境・州境・県境

州は歴史的には、西部・中部のメクレンブルク (Mecklenburg) と、東部のフォアポンメルン（「前ポンメルン」。Vorpommern）からなる。フォアポンメルンは、現ポーランド領にまたがるポンメルンの西部である。
メクレンブルクには、1348年にメクレンブルク公領が成立した。1701年、西のメクレンブルク＝シュヴェリーン (Mecklenburg-Schwerin) と東のメクレンブルク＝シュトレーリッツ (Mecklenburg-Stargard) とに分かれた。1815年、それぞれ大公国となった。1918年のドイツ革命により、両国は共和政へ移行し、1934年に合併してメクレンブルク州となった。
ポンメルンにはポモージェ公国が成立し、13世紀以降、神聖ローマ帝国内に入った。ポモージェ公国は1637年に公家が断絶した。1648年のヴェストファーレン条約により、ポンメルンは東西に分割された。東半分のヒンターポンメルン地方はブランデンブルク辺境伯兼プロイセン公が、西半分のフォアポンメルン地方は、スウェーデン王が、それぞれ公を兼位することとなった。ナポレオン戦争の後、フォアポンメルンはプロイセン王国に割譲され、すでにプロイセン領であったヒンターポンメルン（「後ポンメルン」。Hinterpommern）とあわせてシュテティーンを州都とするポンメルン州となった。
1945年の第二次世界大戦終結後、ポツダム宣言に基づく新国境オーデル・ナイセ線の策定によりオーデル川以東のヒンターポンメルンやシュテティーンはポーランド領になった（ドイツ人追放）。ソ連軍占領下で、旧メクレンブルク州と旧ポンメルン州のドイツ残留部分が合同し、メクレンブルク＝フォアポンメルン州（のちメクレンブルク州に改称）が創設された。東ドイツ（ドイツ民主共和国）が成立すると、メクレンブルク＝フォアポンメルンはその1州部となった。1952年、東ドイツは中央集権化のため州制度を廃止し、（旧）メクレンブルク＝フォアポンメルン州はおおむね、ロストック県、シュヴェリーン県、ノイブランデンブルク県の3つの県に分割された。1990年に東西ドイツが統一されると、これら3県は再び取りまとめられ1州となり、メクレンブルク＝フォアポンメルン州としてドイツ連邦共和国の連邦州となった。

## 政治

### 州議会

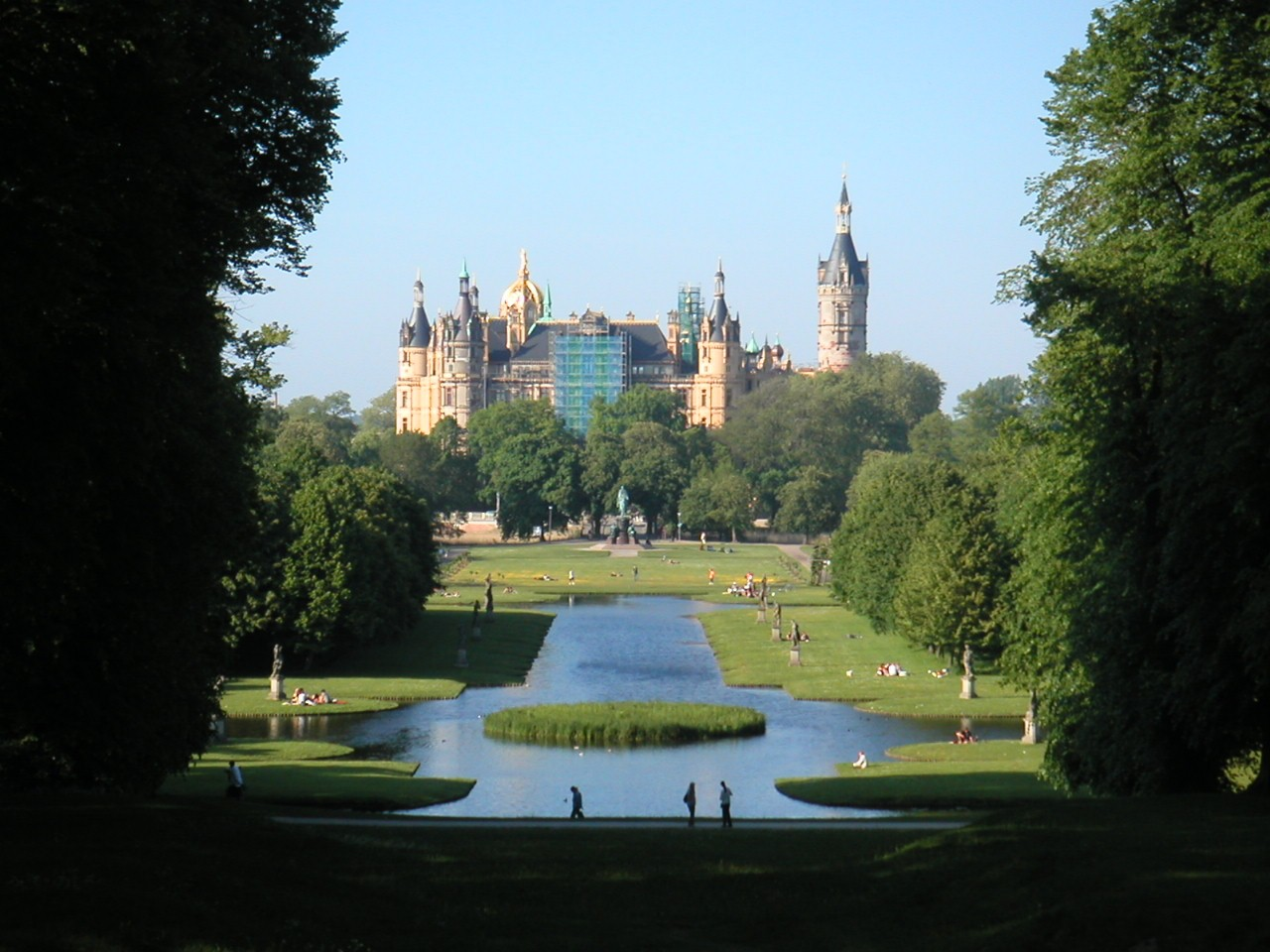
州議会の議場があるシュヴェリーン城

州議会 (Landtag) の定数は71で、2016年9月4日に行われた州議会選挙での政党別議席配分と得票率は以下の通りである。
- ドイツ社会民主党 (SPD) 26(30.6%)
- ドイツのための選択肢 (AfD) 18(20.8%)
- ドイツキリスト教民主同盟 (CDU) 16(19.0%)
- 左翼党 (Linke) 11(13.2%)

前回の2011年9月4日の州議会選挙で議席を得ていた同盟90/緑の党(Grüne)は4.8%、ドイツ国家民主党 (NPD)は3.0%に終わり、阻止条項の規定により、州議会の議席を得ることが出来なかった。2011年州議会選挙で議席を失った自由民主党 (FDP)は今回も3.0%と低迷し、議席を回復することに失敗した。2016年州議会選挙で特筆すべきことは初参加したドイツのための選択肢(AfD)が18議席(20.8%)を獲得し、第2党に進出したことである。ドイツのための選択肢(AfD)は議席、得票率共にドイツキリスト教民主同盟 (CDU) を上回った。2011年と2016年の州議会選挙を比較すると、18議席(20.8%)を獲得したドイツのための選択肢(AfD)以外の州議会議席獲得政党は全て得票率を減らしている。得票率で比較すると、ドイツ社会民主党(SPD)は5.0%、キリスト教民主同盟(CDU)は4.0%、左翼党(Linke)は5.2%、同盟90/緑の党(Grüne)は3.9%下げている。

### 歴代州首相
- 1945年-1951年: ヴィルヘルム・ヘッカー (Wilhelm Höcker) SPD→SED
- 1951年: クルト・ビュルガー (Kurt Bürger) SED
- 1951年-1952年: ベルンハルト・クヴァント (Bernhard Quandt) SED
- 1952年-1990年: 州廃止
- 1990年-1992年: アルフレート・ゴモルカ (Alfred Gomolka) CDU
- 1992年-1998年: ベルント・ザイテ (Berndt Seite) CDU
- 1998年-2011年: ハーラルト・リングストルフ (Harald Ringstorff) SPD
- 2011年-2017年: エルヴィン・ゼレリング (Erwin Sellering) SPD *健康上の理由による任期中退任
- 2017年-: マヌエラ・シュヴェーズィヒ SPD

## 地方行政

2011年統廃合後の郡と独立市の区分図

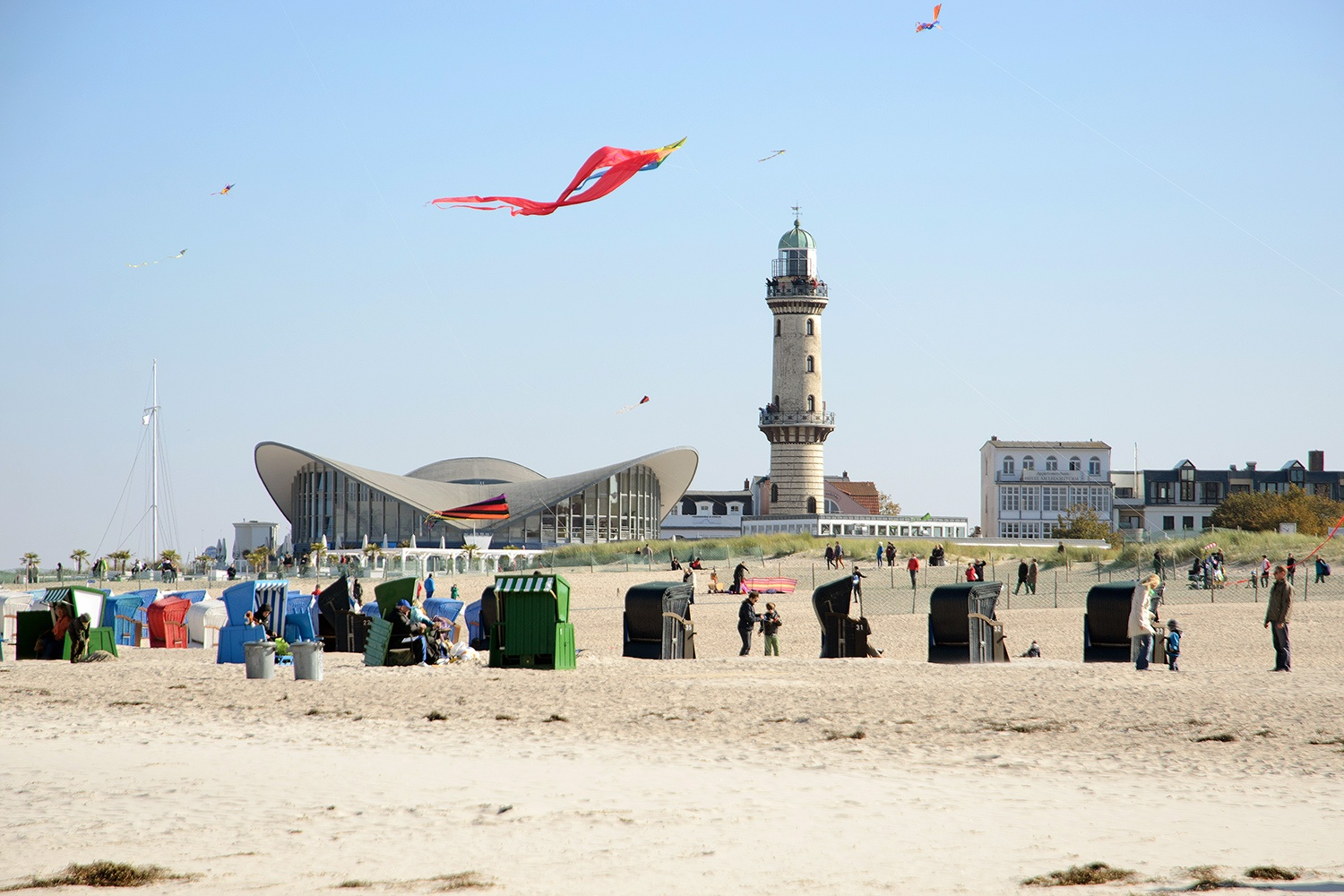
ロストック - ヴァーネミュンデ

メクレンブルク＝フォアポンメルン州の地方自治体は、広域自治体の郡 (Landkreis) と基礎自治体の市町村 (Gemeinde) の2層構造をとる（市町村は、市と町と村の総称ではなく、日本の市町村に相当する地方公共団体の意味である）。2011年9月の統廃合により12郡6独立市から6郡2独立市となった。

### 郡
郡と郡庁所在地および旧郡名。郡名のみドイツ語綴りを付記。
1. ロストック郡 (Landkreis Rostock) - ギュストロウ – 旧バート・ドベラーン郡と旧ギュストロウ郡
2. ルートヴィヒスルスト＝パルヒム郡 (Landkreis Ludwigslust-Parchim) - パルヒム – 旧ルートヴィヒスルスト郡と旧パルヒム郡
3. メクレンブルギッシェ＝ゼーエンプラッテ郡 (Landkreis Mecklenburgische Seenplatte) - ノイブランデンブルク – 旧デミーン郡の大部分、旧ミューリッツ郡、旧メクレンブルク=シュトレーリッツ郡および旧ノイブランデンブルク独立市
4. ノルトヴェストメクレンブルク郡 (Landkreis Nordwestmecklenburg) - ヴィスマル – 旧ノルトヴェストメクレンブルク郡と旧ヴィスマル独立市
5. フォアポンメルン＝グライフスヴァルト郡 (Landkreis Vorpommern-Greifswald) - グライフスヴァルト – 旧デミーン郡の一部、旧オストフォアポンメルン郡、旧グライフスヴァルト独立市および旧ユッカー＝ランドウ郡
6. フォアポンメルン＝リューゲン郡 (Vorpommern-Rügen) - シュトラールズント – 旧ノルトフォアポンメルン郡と旧リューゲン郡、および旧シュトラールズント独立市

### 独立市
冒頭の記号は、自動車のナンバープレートに使われる都市コードで、右上の区分図の記号に対応している。
- HRO: ロストック (Rostock)
- SN: シュヴェリーン (Schwerin)

## シンボル

州の大紋章
州の紋章（小）
州旗
州政府旗

## 文化
- メクレンブルク＝フォアポンメルン音楽祭(Festspiele Mecklenburg-Vorpommern)

## 教育
- ロストック大学 (Universität Rostock)
- エルンスト・モーリッツ・アルント大学 (Ernst-Moritz-Arndt-Universität Greifswald)
- ロストック音楽・演劇大学 (Hochschule für Musik und Theater Rostock)